# Ритберг
Об историческом государстве см. Ритберг (графство)
Ритберг (нем. Rietberg) — город в Германии, в земле Северный Рейн-Вестфалия, до начала XIX века служивший столицей одноимённого графства.
Подчинён административному округу Детмольд. Входит в состав района Гютерсло. Население составляет 28 868 человек (на 31 декабря 2010 года). Занимает площадь 110,37 км². Официальный код — 05 7 54 032.
Город подразделяется на 7 городских районов.